# 咬筋筋膜
咬筋筋膜（こうきんきんまく）は深頸筋膜から続く頭頸部の強い筋膜である。咬筋をしっかりと覆い、強くつながっている。頬骨弓下縁につながっており、耳下腺を取り巻いている。耳下腺と咬筋の両方を取り巻く筋膜であることから、耳下腺咬筋筋膜と呼ぶ事もある。側頭筋膜及び深頸筋膜浅層と連続している。笑筋の起始の一つである。